# Fatima Azeez
Fatima Titilayo Azeez (* 31. Dezember 1992) ist eine nigerianische Badmintonspielerin. 

## Karriere
Fatima Azeez nahm als eine von zwei afrikanischen Starterinnen an den Olympischen Jugend-Sommerspielen 2010 teil, schied dort jedoch in der Vorrunde aus. Bei den Afrikaspielen 2011 wurde sie dagegen schon Dritte im Damendoppel und gewann Gold mit dem Team aus Nigeria. Bei der Badminton-Afrikameisterschaft 2012 erkämpfte sie sich sowohl Silber im Dameneinzel als auch Silber mit der nigerianischen Mannschaft.

## Referenzen
- Fatima Azeez beim Badminton-Weltverband

| Personendaten    | Personendaten                    |
| ---------------- | -------------------------------- |
| NAME             | Azeez, Fatima                    |
| ALTERNATIVNAMEN  | Azeez, Fatima Titilayo           |
| KURZBESCHREIBUNG | nigerianische Badmintonspielerin |
| GEBURTSDATUM     | 31. Dezember 1992                |